# Josep Martínez
Josep Martínez Riera (Alzira, 1998. május 27.) spanyol válogatott labdarúgó, a Genoa játékosa.

## Pályafutása

### Klubcsapatokban
Szülővárosának csapatában az Alzirában nevelkedett 2015-ig, ekkor a Barcelona akadémiájára került. A 2016–2017-es szezonban a Barcelona B csapatában három alkalommal a kispadon kapott lehetőséget. 2017. július 9-én aláírt a Las Palmas csapatához, de ott a tartalékok között vették számításban, amely a harmadosztályban szerepelt. 2017. augusztus 20-án debütált a tartalékok között az UD Melilla ellen.A 2018–2019-es szezonban harmadik számú kapusnak nevezték ki az első keretben. 2019. április 28-án mutatkozott be a felnőttek között a CD Lugo ellen 4–1-re megnyert bajnoki mérkőzésen. 2020. január 22-én jelentették be, hogy 2024 nyaráig aláírt a német RB Leipzig csapatához, de majd csak július 1-jén csatlakozik új klubjához.  Július 5-én még pályára lépett az SD Ponferradina ellen és majd csak ezután csatlakozott a német klubjához. 2021. május 22-én mutatkozott be a Bundesligában az 1. FC Union Berlin ellen 2–1-re elvesztett bajnoki mérkőzésen, miután a klub első számú kapusa, Gulácsi Péter szabadságát töltötte.
2022. június 29-én az olasz Genoa csapatához került a 2022–23-as szezonra kölcsönbe. Augusztus 8-án a Benevento Calcio ellen mutatkozott be a kubában. 2023. június 9.én aktiválta a klub a vásárlási opcióját és 3,5 millió euróért szerződtette.

### A válogatottban
2019 októberében kapott először meghívott a spanyol korosztályos válogatottba. 2020. szeptember 3-án mutatkozott be Észak-Macedónia elleni 2021-es U21-es labdarúgó-Európa-bajnokság selejtezőn. Bekerült a 2021-es U21-es labdarúgó-Európa-bajnokságon résztvevő keretbe. Június 8-án mutatkozott be a felnőtt válogatottban Litvánia ellen a 68. percben Álvaro Fernández cseréjeként. A mérkőzés előtt pár nappal Sergio Busquetsnak pozitív lett a koronavírus tesztje, ezért a spanyol szövetség úgy döntött, hogy biztonsági okokból az U21-es válogatott játékosai fognak pályára lépni a mérkőzésen.

## Sikerei, díjai

### Klubcsapatokban
RB Leipzig
- Német kupagyőztes (1): 2021–22

## Statisztika

### Klub
2023. május 19-i állapot szerint
| Klub            | Szezon   | Bajnokság          | Bajnokság | Bajnokság | Kupa  | Kupa  | Nemzetközi | Nemzetközi | Összesen | Összesen |
| Klub            | Szezon   | Osztály            | Meccs     | Gólok     | Meccs | Gólok | Meccs      | Gólok      | Meccs    | Gólok    |
| --------------- | -------- | ------------------ | --------- | --------- | ----- | ----- | ---------- | ---------- | -------- | -------- |
| Barcelona B     | 2016–17  | Segunda División B | 0         | 0         | 0     | 0     | —          | —          | 0        | 0        |
| Barcelona B     | Összesen | Összesen           | 0         | 0         | 0     | 0     | 0          | 0          | 0        | 0        |
| Las Palmas B    | 2017–18  | Segunda División B | 25        | 0         | —     | —     | —          | —          | 25       | 0        |
| Las Palmas B    | 2018–19  | Segunda División B | 30        | 0         | —     | —     | —          | —          | 30       | 0        |
| Las Palmas B    | Összesen | Összesen           | 55        | 0         | 0     | 0     | 0          | 0          | 55       | 0        |
| Las Palmas      | 2018–19  | Segunda División   | 7         | 0         | 0     | 0     | —          | —          | 7        | 0        |
| Las Palmas      | 2019–20  | Segunda División   | 21        | 0         | 2     | 0     | —          | —          | 23       | 0        |
| Las Palmas      | Összesen | Összesen           | 28        | 0         | 2     | 0     | 0          | 0          | 30       | 0        |
| RB Leipzig      | 2020–21  | Bundesliga         | 1         | 0         | 0     | 0     | 0          | 0          | 1        | 0        |
| RB Leipzig      | 2021–22  | Bundesliga         | 1         | 0         | 1     | 0     | 1          | 0          | 3        | 0        |
| RB Leipzig      | Összesen | Összesen           | 2         | 0         | 1     | 0     | 1          | 0          | 4        | 0        |
| Genoa (kölcsön) | 2022–23  | Serie B            | 30        | 0         | 2     | 0     | —          | —          | 32       | 0        |
| Genoa (kölcsön) | Összesen | Összesen           | 30        | 0         | 2     | 0     | 0          | 0          | 32       | 0        |
| Genoa           | 2023–24  | Serie A            | 0         | 0         | 0     | 0     | —          | —          | 0        | 0        |
| Genoa           | Összesen | Összesen           | 0         | 0         | 0     | 0     | 0          | 0          | 0        | 0        |
| Összesen        | Összesen | Összesen           | 115       | 0         | 5     | 0     | 1          | 0          | 221      | 0        |

1. ↑  Mérkőzése(i) az Bajnokok Ligájában

### A válogatottban
2021. június 9-i állapot szerint
| Nemzeti csapat | Év       | Mérk. | Gólok |
| -------------- | -------- | ----- | ----- |
| Spanyolország  | 2021     | 1     | 0     |
| Összesen       | Összesen | 1     | 0     |

## Külső hivatkozások
- Josep Martínez adatlapja a Kicker oldalon (németül)
- Josep Martínez adatlapja a Transfermarkt oldalon (angolul)
- Josep Martínez adatlapja a Soccerway oldalon (angolul)